# Anthony Limbombe
Anthony Limbombe, né le 15 juillet 1994 à Malines en Belgique, est un footballeur international belge qui joue au poste d'ailier gauche au Kiryat Shmona.

## Biographie

### En club
Il commence sa carrière professionnelle en 2010 au Racing Genk.
Après deux années passées au NEC Nimègue, il signe au Club Bruges en 2016 et devient un grand artisan de la victoire en 2017-2018.
Le 23 août 2018, il signe en Ligue 1 avec le FC Nantes pour une somme estimée à 10 millions d'euros, faisant de lui la recrue la plus chère de l'histoire du club.
Il réalise une saison très loin des attentes, et doit attendre le mois d'avril, pour marquer son premier but en Ligue 1 contre Lyon.
Il est prêté au Standard de Liège pour la saison 2019-2020. Il marque dès son premier match face au Cercle Bruges KSV à la 94e (victoire 2-0).
Malgré un début de saison encourageant, Anthony Limbombe n'est pas épargné par les blessures, il retourne d'un commun accord à Nantes dès l'hiver.
Il rejoue quelques matchs avec le FC Nantes en 2020, puis enchaine les blessures et ne joue plus jamais jusqu'à la résiliation de son contrat début 2022,.

### En équipe nationale
Il joue un seul match en équipe de Belgique le 27 mars 2018, en amical contre l'Arabie saoudite (victoire 4-0 à Bruxelles).

## Statistiques

### En club
| Saison                | Club                     | Championnat           | Championnat | Championnat | Championnat | Coupe nationale | Coupe nationale | Coupe nationale | Coupe de la Ligue | Coupe de la Ligue | Coupe de la Ligue | Supercoupe | Supercoupe | Supercoupe | Compétition(s) continentale(s) | Compétition(s) continentale(s) | Compétition(s) continentale(s) | Compétition(s) continentale(s) | Autres compétitions | Autres compétitions | Autres compétitions | Autres compétitions | Total | Total | Total |
| Saison                | Club                     | Division              | M.          | B.          | P.d.        | M.              | B.              | P.d.            | M.                | B.                | P.d.              | M.         | B.         | P.d.       | Comp.                          | M.                             | B.                             | P.d.                           | Comp.               | M.                  | B.                  | P.d.                | M.    | B.    | P.d.  |
| 2010-2011             | KRC Genk                 | Division 1            | 11          | 0           | 0           | 2               | 0               | 0               | -                 | -                 | -                 | -          | -          | -          | -                              | -                              | -                              | -                              | PO1                 | 3                   | 0                   | 0                   | 16    | 0     | 0     |
| 2011-2012             | KRC Genk                 | Division 1            | 17          | 1           | 3           | 2               | 1               | 0               | -                 | -                 | -                 | 0          | 0          | 0          | C1                             | 4                              | 0                              | 0                              | PO1                 | 7                   | 0                   | 1                   | 30    | 2     | 4     |
| 2012-2013             | KRC Genk                 | Division 1            | 8           | 1           | 1           | 4               | 1               | 1               | -                 | -                 | -                 | -          | -          | -          | C3                             | 3                              | 0                              | 0                              | PO1                 | 1                   | 0                   | 0                   | 16    | 2     | 2     |
| 2013-2014             | KRC Genk                 | Division 1            | 15          | 0           | 2           | 3               | 0               | 0               | -                 | -                 | -                 | 1          | 0          | 0          | C3                             | 5                              | 1                              | 1                              | PO1                 | -                   | -                   | -                   | 24    | 1     | 3     |
| Sous-total            | Sous-total               | Sous-total            | 51          | 2           | 6           | 11              | 2               | 1               | -                 | -                 | -                 | 1          | 0          | 0          | -                              | 12                             | 1                              | 1                              | -                   | 11                  | 0                   | 1                   | 86    | 5     | 9     |
| 2013-2014             | Lierse SK (prêt)         | Division 1            | 6           | 2           | 1           | -               | -               | -               | -                 | -                 | -                 | -          | -          | -          | -                              | -                              | -                              | -                              | PO2                 | 1                   | 0                   | 0                   | 7     | 2     | 1     |
| 2014-2015             | NEC Nimègue              | Eerste Divisie        | 33          | 14          | 10          | 3               | 2               | 1               | -                 | -                 | -                 | -          | -          | -          | -                              | -                              | -                              | -                              | -                   | -                   | -                   | -                   | 36    | 16    | 11    |
| 2015-2016             | NEC Nimègue              | Eredivisie            | 32          | 7           | 7           | 2               | 0               | 0               | -                 | -                 | -                 | -          | -          | -          | -                              | -                              | -                              | -                              | -                   | -                   | -                   | -                   | 34    | 7     | 7     |
| Sous-total            | Sous-total               | Sous-total            | 65          | 21          | 17          | 5               | 2               | 1               | -                 | -                 | -                 | -          | -          | -          | -                              | -                              | -                              | -                              | -                   | -                   | -                   | -                   | 70    | 23    | 18    |
| 2016-2017             | Club Bruges KV           | Division 1A           | 14          | 0           | 3           | 2               | 1               | 0               | -                 | -                 | -                 | -          | -          | -          | C1                             | 4                              | 0                              | 0                              | PO1                 | 8                   | 0                   | 2                   | 28    | 1     | 5     |
| 2017-2018             | Club Bruges KV           | Division 1A           | 27          | 6           | 6           | 5               | 0               | 1               | -                 | -                 | -                 | -          | -          | -          | C1+C3                          | 0+2                            | 0+0                            | 0+0                            | PO1                 | 5                   | 0                   | 0                   | 39    | 6     | 7     |
| Sous-total            | Sous-total               | Sous-total            | 41          | 6           | 9           | 7               | 1               | 1               | -                 | -                 | -                 | -          | -          | -          | -                              | 6                              | 0                              | 0                              | -                   | 13                  | 0                   | 2                   | 67    | 7     | 12    |
| 2018-2019             | FC Nantes                | Ligue 1               | 29          | 1           | 2           | 4               | 2               | 0               | -                 | -                 | -                 | -          | -          | -          | -                              | -                              | -                              | -                              | -                   | -                   | -                   | -                   | 33    | 3     | 2     |
| 2019-2020             | FC Nantes                | Ligue 1               | 4           | 1           | 0           | 1               | 0               | 1               | -                 | -                 | -                 | -          | -          | -          | -                              | -                              | -                              | -                              | -                   | -                   | -                   | -                   | 5     | 1     | 1     |
| Sous-total            | Sous-total               | Sous-total            | 33          | 2           | 2           | 5               | 2               | 1               | -                 | -                 | -                 | -          | -          | -          | -                              | -                              | -                              | -                              | -                   | -                   | -                   | -                   | 38    | 4     | 3     |
| 2019-2020             | Standard de Liège (prêt) | Division 1A           | 6           | 1           | 1           | 0               | 0               | 0               | -                 | -                 | -                 | -          | -          | -          | C3                             | 1                              | 0                              | 0                              | -                   | -                   | -                   | -                   | 7     | 1     | 1     |
| 2022-2023             | Almere City              | Eerste Divisie        | 31          | 6           | 7           | 2               | 0               | 0               | -                 | -                 | -                 | -          | -          | -          | -                              | -                              | -                              | -                              | PO                  | 6                   | 2                   | 1                   | 39    | 8     | 8     |
| 2023-2024             | Almere City              | Eredivisie            | 3           | 0           | 0           | -               | -               | -               | -                 | -                 | -                 | -          | -          | -          | -                              | -                              | -                              | -                              | -                   | -                   | -                   | -                   | 3     | 0     | 0     |
| Sous-total            | Sous-total               | Sous-total            | 34          | 6           | 7           | 2               | 0               | 0               | -                 | -                 | -                 | -          | -          | -          | -                              | -                              | -                              | -                              | -                   | 6                   | 2                   | 1                   | 42    | 8     | 8     |
| 2023-2024             | SK Beveren               | Division 1B           | 25          | 6           | 7           | 3               | 0               | 0               | -                 | -                 | -                 | -          | -          | -          | -                              | -                              | -                              | -                              | -                   | -                   | -                   | -                   | 28    | 6     | 7     |
| 2024-2025             | SK Beveren               | Division 1B           | 21          | 4           | 5           | 1               | 1               | 0               | -                 | -                 | -                 | -          | -          | -          | -                              | -                              | -                              | -                              | PO                  | 2                   | 0                   | 1                   | 24    | 5     | 6     |
| Sous-total            | Sous-total               | Sous-total            | 46          | 10          | 12          | 4               | 1               | 0               | -                 | -                 | -                 | -          | -          | -          | -                              | -                              | -                              | -                              | -                   | 2                   | 0                   | 1                   | 52    | 11    | 13    |
| 2025-2026             | Kiryat Shmona            | Ligat HaAl            | -           | -           | -           | -               | -               | -               | 2                 | 0                 | 0                 | -          | -          | -          | -                              | -                              | -                              | -                              | -                   | -                   | -                   | -                   | 2     | 0     | 0     |
| Total sur la carrière | Total sur la carrière    | Total sur la carrière | 282         | 50          | 55          | 34              | 8               | 4               | 2                 | 0                 | 0                 | 1          | 0          | 0          | -                              | 19                             | 1                              | 1                              | -                   | 33                  | 2                   | 5                   | 371   | 61    | 65    |

### En sélections nationales
| Saison                | Sélection             | Phases finales        | Phases finales | Phases finales | Phases finales | Éliminatoires CDM | Éliminatoires CDM | Éliminatoires CDM | Éliminatoires EURO | Éliminatoires EURO | Éliminatoires EURO | Ligue des Nations | Ligue des Nations | Ligue des Nations | Matchs amicaux | Matchs amicaux | Matchs amicaux | Total | Total | Total |
| Saison                | Sélection             | Compétition           | M              | B              | Pd             | M                 | B                 | Pd                | M                  | B                  | Pd                 | M                 | B                 | Pd                | M              | B              | Pd             | M     | B     | Pd    |
| --------------------- | --------------------- | --------------------- | -------------- | -------------- | -------------- | ----------------- | ----------------- | ----------------- | ------------------ | ------------------ | ------------------ | ----------------- | ----------------- | ----------------- | -------------- | -------------- | -------------- | ----- | ----- | ----- |
| 2017-2018             | Belgique              | -                     | -              | -              | -              | -                 | -                 | -                 | -                  | -                  | -                  | -                 | -                 | -                 | 1              | 0              | 0              | 1     | 0     | 0     |
| Total sur la carrière | Total sur la carrière | Total sur la carrière | -              | -              | -              | -                 | -                 | -                 | -                  | -                  | -                  | -                 | -                 | -                 | 1              | 0              | 0              | 1     | 0     | 0     |

### Matchs internationaux
| Matchs internationaux d'Anthony Limbombe, | Matchs internationaux d'Anthony Limbombe, | Matchs internationaux d'Anthony Limbombe, | Matchs internationaux d'Anthony Limbombe, | Matchs internationaux d'Anthony Limbombe, | Matchs internationaux d'Anthony Limbombe, | Matchs internationaux d'Anthony Limbombe, | Matchs internationaux d'Anthony Limbombe,                           |
| #                                         | Date                                      | Lieu                                      | Adversaire                                | Résultat                                  | Compétition                               | Club                                      | Notes                                                               |
| ----------------------------------------- | ----------------------------------------- | ----------------------------------------- | ----------------------------------------- | ----------------------------------------- | ----------------------------------------- | ----------------------------------------- | ------------------------------------------------------------------- |
| 1                                         | 27 mars 2018                              | Stade Roi Baudouin, Bruxelles, Belgique   | Arabie saoudite                           | V 4 - 0                                   | Match amical                              | Club Bruges KV                            | Entre en jeu à la place de Yannick Carrasco à la 46e minute de jeu. |

## Palmarès

### En club
|  |  | KRC Genk - Championnat de Belgique (1) : - Champion : 2011. - Coupe de Belgique (1) : - Vainqueur : 2013. |  | NEC Nimègue - Championnat des Pays-Bas de deuxième division (1) : - Champion : 2015. |  | Club Bruges KV - Championnat de Belgique (1) : - Champion : 2018. - Vice-champion : 2017. - Supercoupe de Belgique (1) : - Vainqueur : 2018. |

## Vie privée
Anthony est le frère cadet de Stallone Limbombe et le frère aîné de Bryan et Maxime Limbombe, tous également footballeurs.